# Archipel (revue)
Pour les articles homonymes, voir Archipel (homonymie).
Archipel est une revue biannuelle d'études interdisciplinaires sur le monde insulindien (Indonésie, Malaisie, Philippines, Singapour, Brunei Darussalam), créée en 1971, avec une attention particulière accordée aux sciences sociales. La revue est publiée avec le concours du Centre national de la recherche scientifique et de l'Institut national des langues et civilisations orientales.